# Impatiens thiochroa
Impatiens thiochroa är en balsaminväxtart som beskrevs av Hand.-mazz. Impatiens thiochroa ingår i släktet balsaminer, och familjen balsaminväxter. Inga underarter finns listade i Catalogue of Life.